# ناروها ماتسویوکی
ناروها ماتسویوکی (به ژاپنی: 松雪成葉،  زادهٔ ۵ نوامبر ۱۹۹۹) یک کشتی‌گیر آزادکار اهل کشور ژاپن است.
از افتخارات وی می‌توان به کسب مدال برنز بازی‌های آسیایی ۲۰۲۲ اشاره کرد.